# ユニチカ記念館
座標: 北緯34度42分46秒 東経135度25分41秒 / 北緯34.71274803130722度 東経135.4279443440349度
ユニチカ記念館（ユニチカきねんかん）は、兵庫県尼崎市東本町にある記念館。
一般社団法人ユニチカ修斉会が管理している。2019年（令和元年）7月から閉鎖されているが、尼崎市では土地と建物を取得して活用する方針である。

## 歴史
1900年（明治33年）、ユニチカの前身にあたる尼崎紡績株式会社の本館事務所として建設された（旧尼崎紡績本館事務所）。建物は英国式のレンガ造り2階建て。
ユニチカ記念館（旧尼崎紡績本館事務所）及びユニチカ記念館所蔵物は、近代化産業遺産（『東洋のマンチェスター』大阪と西日本各地における綿産業発展の歩みを物語る近代化産業遺産群）のうち尼崎市の綿産業関連遺産の構成遺産に認定された。
しかし、老朽化により2019年（令和元年）7月に閉鎖され、2020年（令和2年）には建物の解体が検討されていることが報じられた。そのため尼崎市、兵庫県、ユニチカの三者間で建物の保存と活用について協議・検討が行われた。
2022年（令和4年）10月31日、尼崎市とユニチカは、建物の尼崎市への寄付、土地の尼崎市による購入などで合意し覚書を締結した。維持管理費用は建物を管理する一般社団法人「ユニチカ修斉会」の寄付をもとに基金を創設して充てることになった。